# Station Moszczenica
Station Moszczenica is een spoorwegstation in de Poolse plaats Moszczenica.